# Villa Angarano
La Villa Angarano, llamada también Villa Angarano Bianchi Michiel es una villa del siglo XVI relacionada con el arquitecto Andrea Palladio. Se encuentra en Bassano del Grappa (Italia).
Fue originalmente concebida por Andrea Palladio quien publicó un plano en 1570.  Aunque el edificio, tal como está hoy, es sólo en parte obra de Palladio, está incluido en el Patrimonio Mundial entre las villas palladianas del Véneto.

## Historia

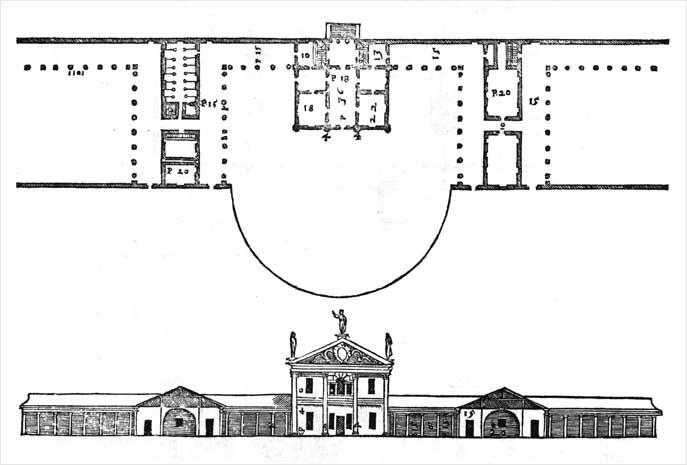
Dibujo del proyecto original (parcialmente realizado) de Andrea Palladio, de I Quattro Libri dell'Architettura, 1570.

La obra comenzó en las alas del diseño de Palladio en los años 1540. El grabado que aparece en I Quattro libri dell'architettura de Palladio (II, p. 63) muestra las intenciones del arquitecto: dos barchesse o almacenes agrícolas doblados en forma de «U» que cierran un cuerpo central muy prominente. El diseño original también pretendía tener zonas que sirvieran como bodegas, establos, palomares, y otros espacios útiles. Sin embargo, no todos de estos rasgos se construyeron realmente.
El dato del proyecto de la villa no se sabe con seguridad. Tradicionalmente se hace remontar a finales de los años cuarenta del siglo XVI, con sólidos argumentos, como la imprevista herencia del hermano Marcantonio que Giacomo obtiene en el año 1554, o que dos años más tarde estos adquirieron importantes cargos públicos en Vicenza. Angarano era un apasionado de la arquitectura y estrecho amigo de Palladio, el cual en el año 1570 le dedica la primera mitad de sus Cuatro libros de arquitectura. Parece que se empezó a construir por las barchesse porque preexistía una casa en el lugar, edificio habitado por Giacomo. Y que, llegado el momento de construir el cuerpo central, no se hizo sino que las obras se paralizaron. Se cree que el patrón de Palladio tuvo que parar el proyecto por razones financieras. Giacomo se vio obligado a restituir a la familia de su nuera, que quedó viuda, toda la dote, y eso provoca un colapso financiero que lo constriñe a vender la villa al patricio veneciano Giovanni Formenti.
Con el tiempo, sí se construyó el edificio central, pero ocurrió en el siglo XVII según un plano de Baldassarre Longhena, no perteneciendo por lo tanto este cuerpo al estilo palladiano.

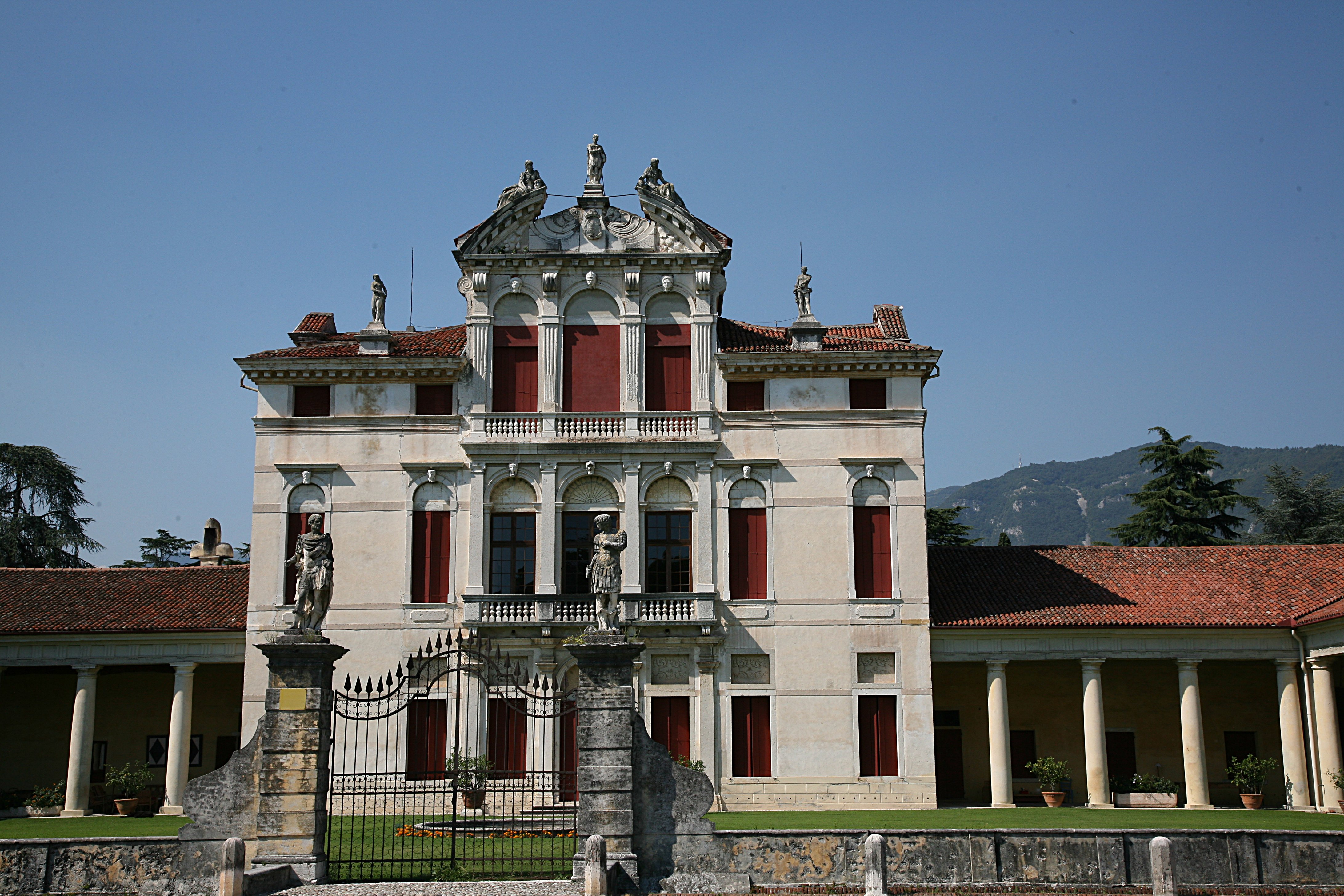
El cuerpo central de la villa, obra del de Baldassare Longhena.

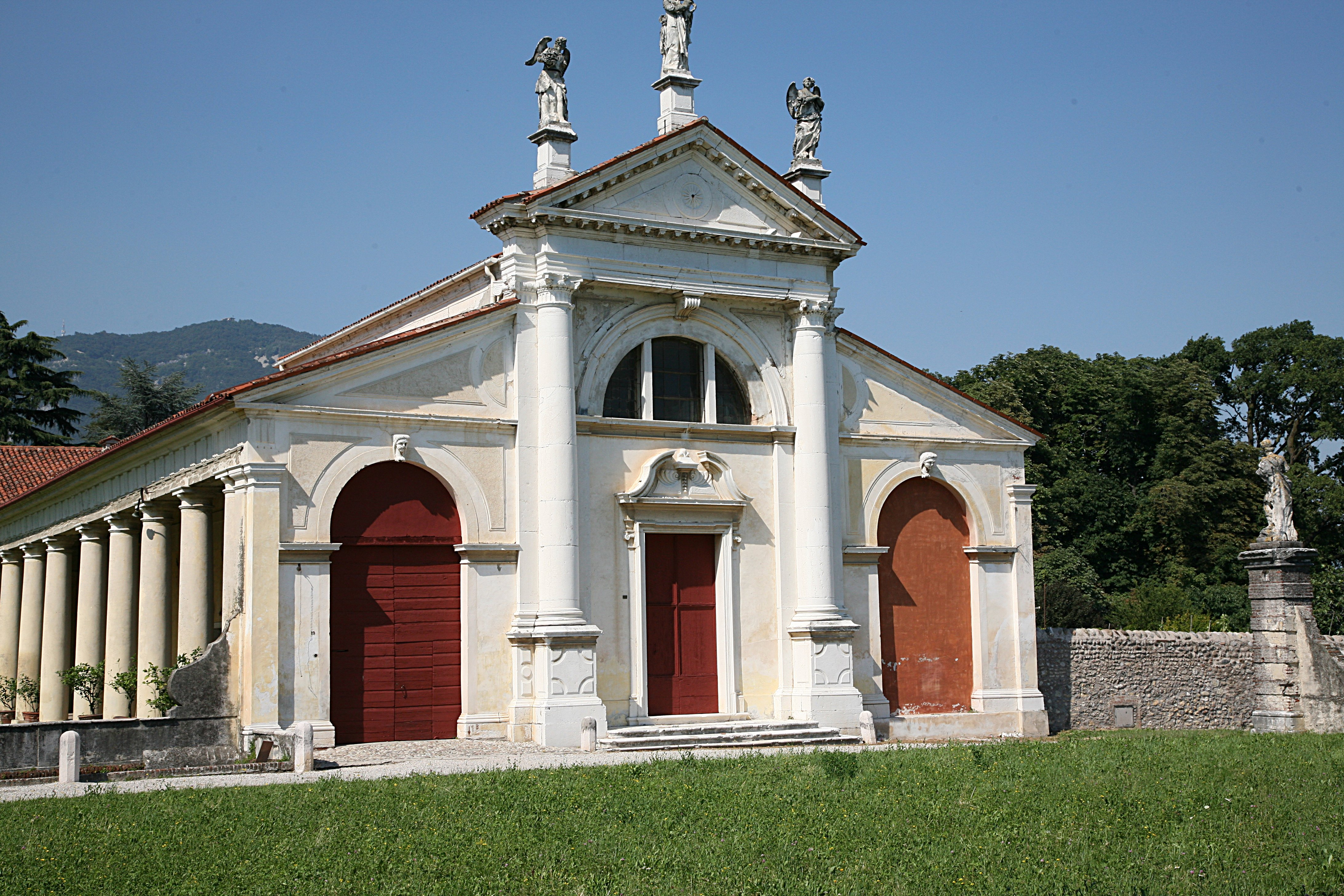
Capilla en una de las barchesse laterales.